# Louis Chevrolet
Pour les articles homonymes, voir Chevrolet (homonymie).

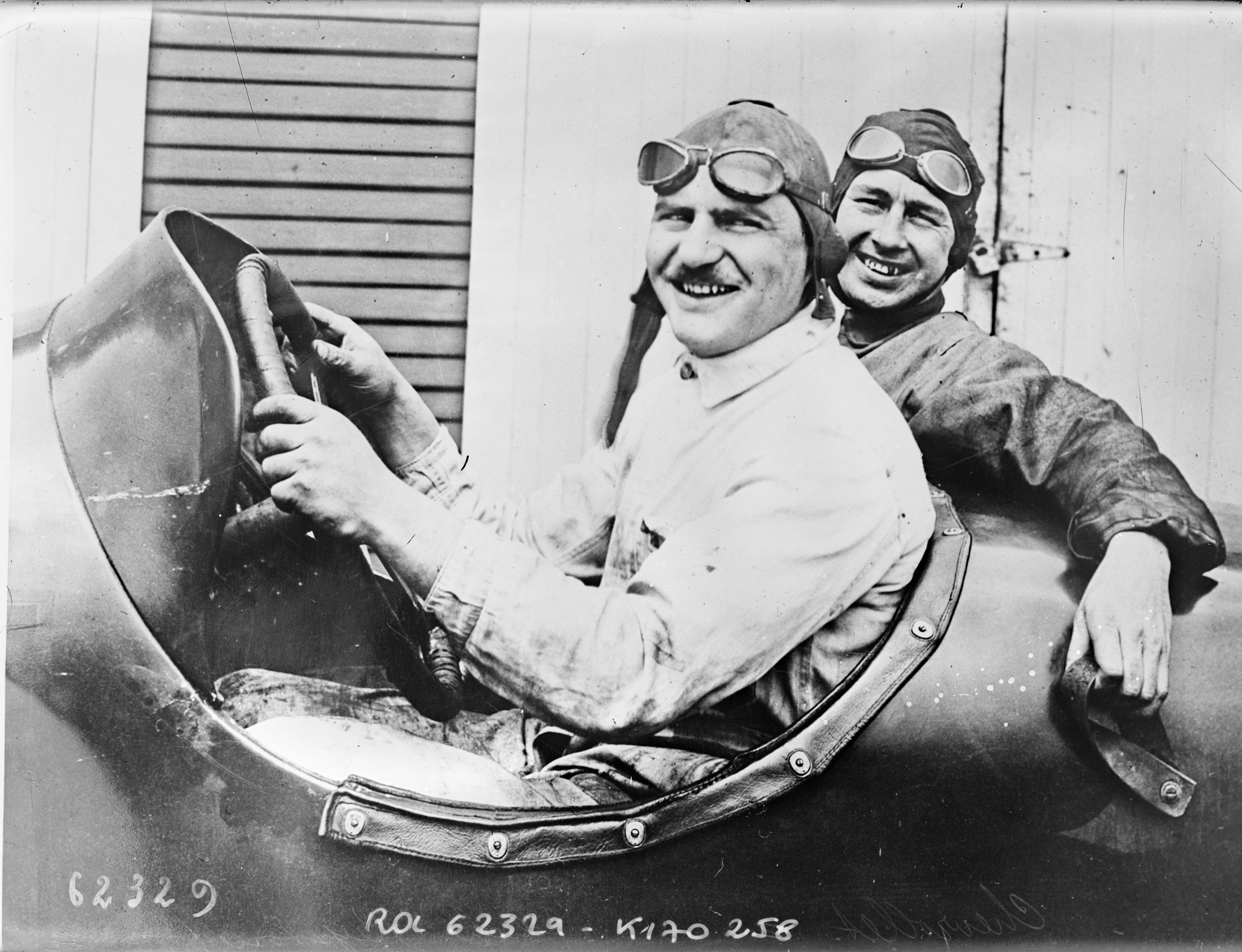
Louis Chevrolet en 1920.

Louis Chevrolet, né le 25 décembre 1878 à La Chaux-de-Fonds, Suisse, et mort le 6 juin 1941 à Détroit, États-Unis, est un mécanicien, pilote de course et entrepreneur automobile helvético-américain. Il fonde avec William Crapo Durant (fondateur de General Motors) la marque d'automobile Chevrolet en 1911.

## Biographie
Né à La Chaux-de-Fonds, en Suisse, ce catholique, originaire de Bonfol ne reste pas dans cette cité horlogère et retourne avec sa famille dans l'actuel canton du Jura. Louis commence sa scolarité, à Bonfol, puis à Beurnevésin, en Ajoie, et déménage ensuite avec sa famille à Beaune en France en 1887.
Dans cette localité du département Côte-d'Or, il s'engage comme mécanicien en 1889 aux ateliers mécaniques Roblin. En 1893 a lieu son premier contact inoubliable avec une automobile. De 1895 à 1899, il court avec succès sur des vélos de son entreprise. En 1896, Il figure sur le registre de recensement de la ville de Chagny (Saône-et-Loire) au 27 rue de la Boutière, chez Louis Chamagne, carrossier, en tant que peintre en voitures. Il est coureur cycliste sur piste à Paris en 1899 tout en travaillant comme contremaître pour la firme automobile Darracq dans l'usine des quais de Suresnes. En 1900, il traverse l'Atlantique Nord et émigre à Montréal (Canada), puis en 1901 s'installe à New York (États-Unis), où ses exploits de coureur automobile et de constructeur de voitures feront de lui une idole.
À New York, il est engagé comme mécanicien chez De Dion-Bouton puis chez Buick. Dans le même temps, Louis entame une carrière de pilote de course et remporte sa première course en 1905 au volant d'une Fiat. Le 20 mai de cette année il bat au passage le record mondial du mille en 52" 4⁄5. Louis Chevrolet ne tarde pas à acquérir une solide réputation. Il est même surnommé « le coureur le plus casse-cou du monde ».
En 1906, il entre chez Darracq, puis en 1907 chez Buick où il occupe simultanément les fonctions de constructeur et de directeur des courses. En janvier 1906, alors qu'il est détenteur du record de vitesse des voitures à pétrole avec 189,2 km/h, il n'hésite pas à aider l'organisation logistique depuis New York de son rival Louis Wagner, qu'il a rencontré trois mois auparavant lors de la Coupe Vanderbilt. Il aide également Victor Hémery, dans sa quête de records sur Darracq outre Atlantique, lors de la quatrième édition du Florida Speed Carnival.
Entre 1905 et 1920, à la suite de graves accidents, il passera trois années sur un lit d'hôpital (une fois sauvé par un morceau du châssis dépassant au-dessus de sa tête). Durant cette période, quatre de ses mécaniciens seront tués (à l'époque, la présence des mécaniciens dans la voiture pendant la course était obligatoire), notamment Massapegna lors de la Coupe Vanderbilt 1910.
Devenu l'un des pilotes officiels de la marque Buick, Louis Chevrolet y rencontre l'entrepreneur William Crapo Durant, propriétaire de Buick et cofondateur de General Motors en 1908. Avec le concours de ce financier auquel il est associé, il fonde en 1911 une nouvelle marque automobile, la Chevrolet Motor Company of Michigan. Afin de profiter de sa notoriété de pilote automobile, il ne conçoit qu'une voiture de course pour la marque : la limousine Classic Six. Mais les deux hommes ne tardent pas à se brouiller. À la suite d'incessants désaccords sur la direction à donner à la marque, Louis revend en 1913 à Durant, pour 10 000 dollars américains les cent actions de l'entreprise Chevrolet qu'il avait reçues en échange de l'usage du nom Chevrolet, que Durant a désormais le droit d'utiliser en exclusivité.
Louis Chevrolet décide alors de reprendre sa carrière de pilote automobile (vice-champion de l'AAA National Championship car racing en 1917 et 1918) : avec ses jeunes frères Arthur et Gaston (également pilotes et mécaniciens), il crée la marque Frontenac, qu'il destine à la compétition et notamment aux 500 miles d'Indianapolis (Indy 500), l'épreuve reine du sport automobile américain. En quatre participations à l'Indy 500, Louis obtient son meilleur résultat avec une 7e place en 1919. En 1920, qualifié en première ligne, il est rapidement contraint à l'abandon mais se console largement avec la victoire de son frère Gaston, qui fait triompher la Frontenac familiale. Mais en fin d'année, Gaston se tue dans une épreuve en Californie, ce qui incite Louis à mettre un terme à sa carrière. En 1921, il fonda la Chevrolet Brothers Manufacturing Company, qui produisit en série les voitures de sport Frontenac et, plus tard, les voitures de course Fronty-Ford pour le compte d'Henry Ford. Cette nouvelle marque, Frontenac, gagnera deux fois les 500 miles d'Indianapolis en 1920 et en 1921. Lui-même aura au total disputé 54 épreuves du championnat national AAA entre 1905 et 1920.
Entre 1927 et 1930, il mit au point le moteur d'avion Chevrolair et lance avec son frère Arthur une entreprise de construction de moteurs d'avion, mais une dispute avec son frère, puis la crise de 1929 le ruine. De retour chez Chevrolet en tant que simple mécanicien dans les usines de Détroit, il est affaibli par plusieurs attaques cérébrales et décède dans la misère en 1941.
Son buste a été mis en place à l'entrée du musée de l'Indianapolis Motor Speedway en 1975 et la ville jurassienne de Bonfol a donné son nom à une place en 1991.
Depuis 2006, une marque horlogère Suisse fabrique et commercialise des montres sous le nom "Louis Chevrolet Swiss Watches".
En octobre 2013, une sculpture en acier inoxydable poli miroir de huit tonnes et plus de cinq mètres réalisée par Christian Gonzenbach est inaugurée à La Chaux-de-Fonds. Le musée des beaux-arts de la ville en conserve une version réduite.

## Victoires en AAA National Championship
(pour près de 25 podiums)
- 1905 : Morris Park course 1, Empire City et Brunots Island (sur Fiat, terminant ainsi deuxième du Championnat américain de course automobile 1905) ;
- 1909 : Crown Point course 2, Lowell course 2 et Riverhead course 4 (sur Buick) ;
- 1916 : Uniontown (sur Frontenac) ;
- 1917 : Cincinnati, Chicago course 3, Sheepshead Bay/Harkness Trophy Race (en) et Ascot course 2 (sur Frontenac) ;
- 1918 : Uniontown course 4 et 6, ainsi que Chicago (sur Frontenac) ;
- 1919 : Tacoma courses 2 et 3 (sur Frontenac).

## Galerie

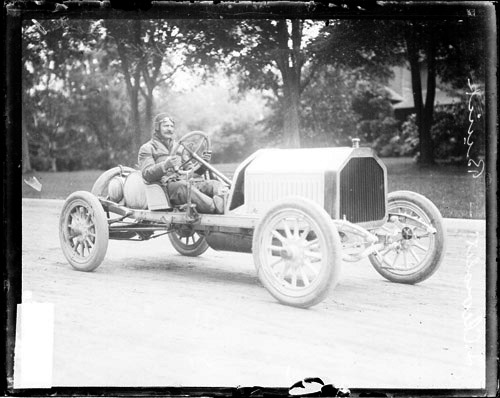
Louis Chevrolet dans une Buick de course à Crown Point, pendant la course de Cobe Cup en 1909 (4e victoire en championnat AAA).
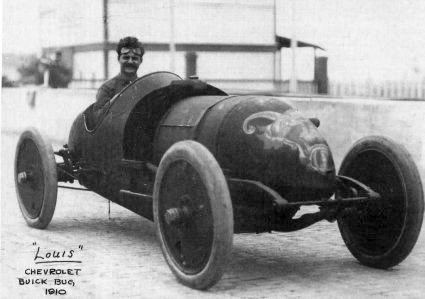
Louis Chevrolet à la Coupe Vanderbilt 1910.
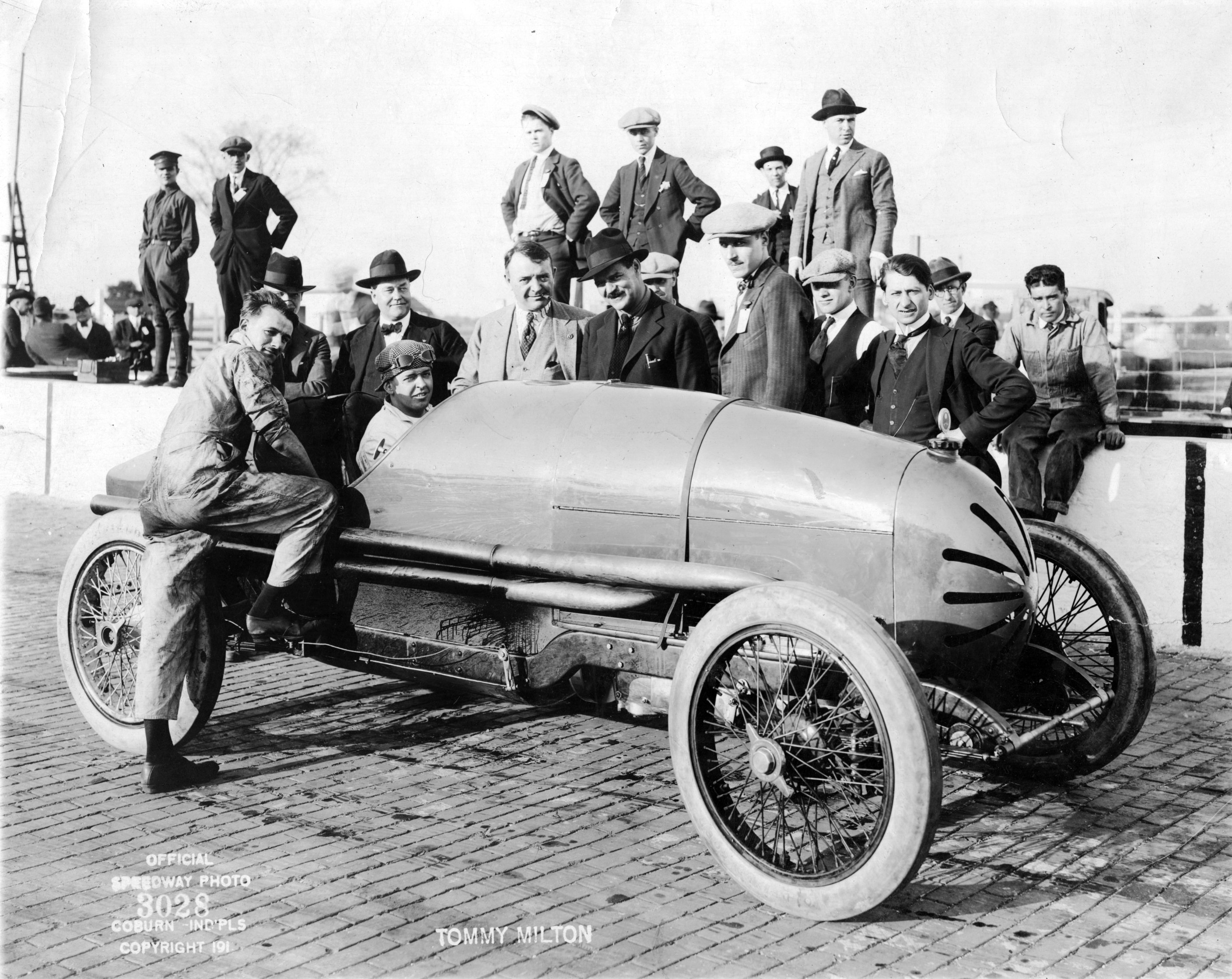
Tommy Milton et sa Frontenac avant le départ -puis la victoire- lors de l'Indy 500 1921. À sa droite Barney Oldfield, à sa gauche Louis Chevrolet (en sombre avec moustache).

## Hommages
- Allée Louis Chevrolet à Suresnes, département des Hauts-de-Seine (France).

- Rue Louis-Joseph Chevrolet à La Chaux-de-Fonds, canton de Neuchâtel (Suisse).

- Stade Louis Joseph Chevrolet à Bonfol, canton du Jura (Suisse).